# Pierre-Emile Højbjerg
Pierre Emile Kordt Højbjerg (Koppenhága, 1995. augusztus 5.  –) dán válogatott labdarúgó, az Olympique Marseille játékosa.

## Pályafutása

### Klubcsapatokban

#### Bayern München
2012. júliusában csatlakozott a müncheni együtteshez.
2013. március 16-án nevezték először a Bayer 04 Leverkusen ellen, a bajnokság 2012/13-as szezonjának 26. fordulójában.
Április 13-án, 17 évesen és 251 naposan debütált a német élvonalban az 1. FC Nürnberg elleni hazai 4–0-s győzelem alkalmával. Csereként Xherdan Shaqirit váltotta. Ezzel a Bayern történetének legfiatalabb játékosaként lépett pályára a Bundesligában.
Május 4-én, a Borussia Dortmund elleni 1–1-s találkozón egy perc játékidőt kapott, David Alaba helyett lépett pályára. 
Ebben az idényben ez volt az utaló mérkőzése a felnőtt csapatban.
December 4-én játszott először a Német Kupában az FC Augsburg ellen, amelyen idegenben kétgólos győzelmet arattak. 
Ez év decemberében tagja volt a csapatnak, amely megnyerte a 2013-as FIFA-klubvilágbajnokságot, de egyszer sem lépett pályára a tornán.
2014. május 17-én kezdőként szerepelt a 2013-14-es DFB-Pokal döntőjében, amelyen a Borussia Dortmund volt az ellenfél, 102 percet játszott, a mérkőzés 2–0-ra végződött, így Német Kupa-győztes lett.
A 2014-15-ös idényben az első mérkőzése az augusztus 13-i, 2–0-re elveszett Német Szuperkupa találkozója volt, a  Borussia Dortmund ellen. 60 percet töltött a pályán, helyére Mario Götze állt be.
2014. november 5-én lépett először pályára a Bajnokok Ligájában, az ellenfél az AS Roma együttese volt. Philipp Lahm cseréjeként két percet játszott. A soron következő csoportmérkőzéseken, a Manchester City, és a CSZKA Moszkva ellen is végigjátszotta a mérkőzéseket.

#### Augsburg(kölcsön)
2015. január 7-én kölcsönvette a szintén élvonalbeli Augsburg a Bayern München csapatától a 2014-15-ös szezon végéig. Február első napján debütált új csapatában a TSG 1899 Hoffenheim elleni bajnokin.
Az első Bundesliga-gólját április 11-én szerezte az SC Paderborn 07 elleni 2–1-s idegenbeki találkozón.
Összesen 16-szor lépett pályára, ezeken kétszer volt eredményes.

#### Schalke 04(kölcsön)
2015. augusztus 25-én csatlakozott kölcsönben a hétszeres német bajnok gelsenkircheni együtteshez.
Szeptember 17-én az Európa Liga csoportkörének első mérkőzésén mutatkozott be az csapatban, idegenbeli környezetben az APOEL Nicosia (0–3) ellen. 30 mérkőzést játszott összesen, ebből hatszor lépett pályára az EL-ben, és egyszer a kupában.

#### Southampton FC

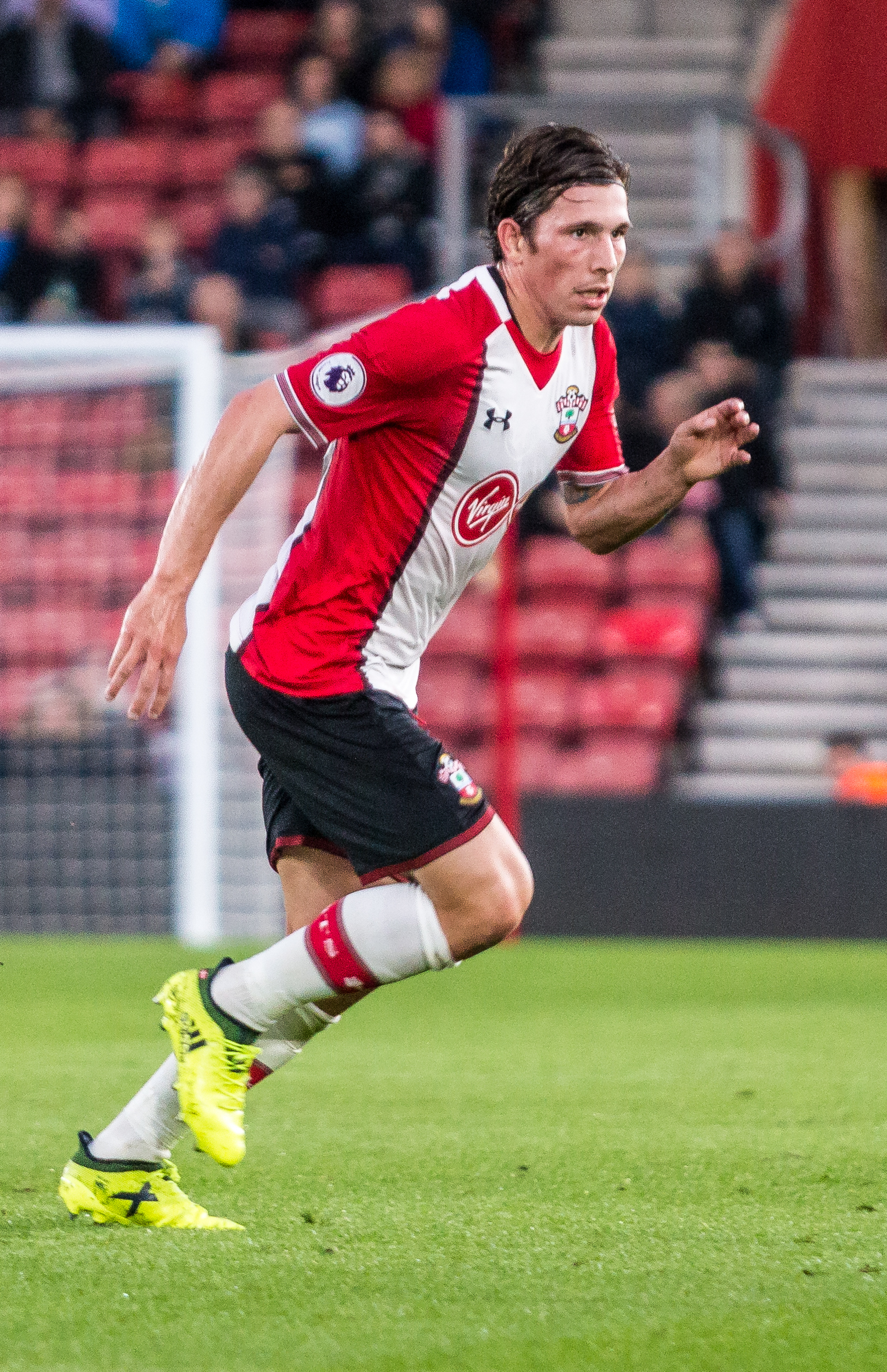
Højbjerg 2017-ben a Southampton színeiben

2016. július 11-én 12,8 millió fontért igazolták le, és ötéves szerződést kötöttek vele a Southampton FC.
Augusztus 13-án debütált hazai környezetben a Watford FC elleni 1–1-es bajnokin, a mérkőzés utolsó 35 percében, James Ward-Prowset váltotta.
Szeptember 15-én szerepelt először az Európa-ligában, egy 3–0-s csoportmérkőzésen debütált, a Sparta Praha ellen hazai környezetben. Hat nappal később, szeptember 21-én a Crystal Palace ellen mutatkozott be az Angol Ligakupában. 2017. január 7-én az FA-kupában is bemutatkozott a Norwich City elleni 2–2-s idegenbeli találkozón. Február 26-án a Manchester United elleni 3–2-re elvesztett Ligakupa-döntőre nevezték a csapatba, de végig a kispadon fgolalt helyet.
2018. március 18-án az 54. meccsén volt először eredményes, az FA-kupa hatodik fordulójában, a Wigan Athletic elleni 2–0-s idegenbeli mérkőzésen.
2020 júniusában  Hojbjerget megfosztották a csapatkapitányi karszalagtól, miután nyilvánosan kijelentette, hogy el akarja hagyni a klubot,  és csapattársát, James Ward-Prowset nevezték ki utódjának.
Összesen 134 mérkőzésen szerepelt a csapatban és öt gólt szerzett. Ebből hatszor az Európa Ligában, tízszer a Ligakupában, és kilencszer a FA-kupában, ahol egy gólt jegyzett.

#### Tottenham Hotspur
2020. augusztus 11-én igazolták le az akkor 25 esztendős, dán válogatott középpályást. A Spurs egybehangzó brit források szerint 15 millió fontot fizetett a Southamptonnak. Öt idényre kötöttek szerződést.
Szeptember 13-án José Mourinho rögtön kezdőként számított rá a bajnokság első fordulójában, az Everton elleni 1–0-ra elvesztett találkozón. A mérkőzést végigjátszotta, és az utolsó 5 percben a csapatban megkapta az első sárgalapját. Gyorsan a klub meghatározó tagja lett védekező középpályás poszton, és sok dicséretet kapott a játékban való teljesítménye miatt. Novemberben a hónap játékosának választották.
2021. január 28-án szerezte első gólját az együttesben, egy 20-yardos lövéssel a Liverpool elleni 3–1-re elveszített hazai bajnokin.

#### Olympique Marseille(kölcsön)
2024. július 22-én jelentették be, hogy a francia Olympique Marseille a szezon végéig kölcsön vette.

### A válogatottban
Højbjerg Dániában született dán apától és francia anyától.
2014. májusában hívták meg először a keretbe, a Magyarország és Svédország elleni barátságos mérkőzésekre. Utóbbi csapat ellen debütált, kezdőként végigjátszotta az 1–0-s hazai találkozót. Szeptember 7-én szerezte első találatát, Örményország elleni 2–1-es hazai találkozón, a 2016-os Európa bajnokság selejtezőkörében.

## Statisztika
2022. január 24-i állapot szerint.
| Klub                  | Szezon           | Bajnokság           | Bajnokság | Bajnokság | Kupa  | Kupa  | Ligakupa | Ligakupa | Nemzetközi | Nemzetközi | Egyéb | Egyéb | Összes | Összes |
| Klub                  | Szezon           | Liga                | Mérk.     | Gólok     | Mérk. | Gólok | Mérk.    | Gólok    | Mérk.      | Gólok      | Mérk. | Gólok | Mérk.  | Gólok  |
| --------------------- | ---------------- | ------------------- | --------- | --------- | ----- | ----- | -------- | -------- | ---------- | ---------- | ----- | ----- | ------ | ------ |
| Bayern München II     | 2012–13          | Regionalliga Bayern | 30        | 8         | —     | —     | —        | —        | —          | —          | —     | —     | 30     | 8      |
| Bayern München II     | 2013–14          | Regionalliga Bayern | 14        | 4         | —     | —     | —        | —        | —          | —          | 0     | 0     | 14     | 4      |
| Bayern München II     | Összesen         | Összesen            | 44        | 12        | —     | —     | —        | —        | —          | —          | 0     | 0     | 44     | 12     |
| Bayern München        | 2012–13          | Bundesliga          | 2         | 0         | 0     | 0     | —        | —        | 0          | 0          | 0     | 0     | 2      | 0      |
| Bayern München        | 2013–14          | Bundesliga          | 7         | 0         | 2     | 0     | —        | —        | 0          | 0          | 0     | 0     | 9      | 0      |
| Bayern München        | 2014–15          | Bundesliga          | 8         | 0         | 1     | 0     | —        | —        | 3          | 0          | 1     | 0     | 13     | 0      |
| Bayern München        | 2015–16          | Bundesliga          | 0         | 0         | 1     | 0     | —        | —        | 0          | 0          | —     | —     | 1      | 0      |
| Bayern München        | Összesen         | Összesen            | 17        | 0         | 4     | 0     | —        | —        | 3          | 0          | 1     | 0     | 25     | 0      |
| FC Augsburg (kölcsön) | 2014–15          | Bundesliga          | 16        | 2         | 0     | 0     | —        | —        | —          | —          | —     | —     | 16     | 2      |
| FC Augsburg (kölcsön) | Összesen         | Összesen            | 16        | 2         | 0     | 0     | —        | —        | —          | —          | —     | —     | 16     | 2      |
| Schalke 04 (kölcsön)  | 2015–16          | Bundesliga          | 23        | 0         | 1     | 0     | —        | —        | 6          | 0          | —     | —     | 30     | 0      |
| Schalke 04 (kölcsön)  | Összesen         | Összesen            | 23        | 0         | 1     | 0     | —        | —        | 6          | 0          | —     | —     | 30     | 0      |
| Southampton           | 2016–17          | Premier League      | 22        | 0         | 2     | 0     | 5        | 0        | 6          | 0          | —     | —     | 35     | 0      |
| Southampton           | 2017–18          | Premier League      | 23        | 0         | 5     | 1     | 0        | 0        | —          | —          | —     | —     | 28     | 1      |
| Southampton           | 2018–19          | Premier League      | 31        | 4         | 0     | 0     | 2        | 0        | —          | —          | —     | —     | 33     | 4      |
| Southampton           | 2019–20          | Premier League      | 33        | 0         | 2     | 0     | 3        | 0        | —          | —          | —     | —     | 38     | 0      |
| Southampton           | Összesen         | Összesen            | 109       | 4         | 9     | 1     | 10       | 0        | 6          | 0          | —     | —     | 134    | 5      |
| Tottenham Hotspur     | 2020–21          | Premier League      | 38        | 2         | 2     | 0     | 4        | 0        | 9          | 0          | —     | —     | 53     | 2      |
| Tottenham Hotspur     | 2021–22          | Premier League      | 19        | 2         | 0     | 0     | 5        | 0        | 5          | 1          | —     | —     | 29     | 3      |
| Tottenham Hotspur     | Összesen         | Összesen            | 57        | 4         | 2     | 0     | 9        | 0        | 14         | 1          | 0     | 0     | 82     | 5      |
| Karrier összesen      | Karrier összesen | Karrier összesen    | 266       | 22        | 16    | 1     | 19       | 0        | 29         | 1          | 1     | 0     | 331    | 24     |

1. ↑  FIFA Klubvilágbajnokság (egyszer sem lépett pályára, de tagja volt a csapat utazó keretének)
2. ↑  Mérkőzése(i) a Bajnokok Ligájában
3. ↑  Mérkőzése(i) a Német Szuperkupában
4. 1 2  Mérkőzése(i) az Európa Ligában
5. ↑  Európa Liga (két selejtező, hét csoportkör)

### A válogatottban
| Válogatott | Év       | Pályára lépés | Gól |
| ---------- | -------- | ------------- | --- |
| Dánia      | 2014     | 5             | 1   |
| Dánia      | 2015     | 8             | 0   |
| Dánia      | 2016     | 8             | 0   |
| Dánia      | 2018     | 2             | 0   |
| Dánia      | 2019     | 10            | 2   |
| Dánia      | 2020     | 5             | 0   |
| Dánia      | 2021     | 14            | 1   |
| Dánia      | 2022     | 11            | 1   |
| Dánia      | 2023     | 4             | 0   |
| Összesen   | Összesen | 67            | 5   |

#### Góljai a válogatottban
| # | Időpont             | Helyszín                                | Ellenfél     | Gólok | Eredmény | Kiírás                                     |
| - | ------------------- | --------------------------------------- | ------------ | ----- | -------- | ------------------------------------------ |
| 1 | 2014. szeptember 7. | Parken Stadion, Koppenhága, Dánia       | Örményország | 1–1   | 2–1      | 2016-os EB-selejtező                       |
| 2 | 2019. március 21.   | Fadil Vokrri Stadion, Pristina, Koszovó | Koszovó      | 2–2   | 2–2      | Barátságos mérkőzés                        |
| 3 | 2019. június 7.     | Parken Stadion, Koppenhága, Dánia       | Írország     | 1–0   | 1–1      | 2020-as EB-selejtező                       |
| 4 | 2021. március 31.   | Ernst Happel Stadion, Bécs, Ausztria    | Ausztria     | 3–0   | 4–0      | 2022-es VB-selejtező                       |
| 5 | 2022. június 6.     | Ernst Happel Stadion, Bécs, Ausztria    | Ausztria     | 1–0   | 2–1      | 2022–2023-as UEFA Nemzetek Ligája (A liga) |

## Sikerei, díjai
- Bayern München
  - Német bajnok (2): 2012–13, 2013–14
  - Német kupa-győztes (2): 2012–13, 2013–14
  - UEFA-bajnokok ligája-győztes (1): 2012–13
  - FIFA-klubvilágbajnokság-győztes (1): 2013